# Сан Коломбано Белмонте
Сан Коломба̀но Белмо̀нте (на италиански: San Colombano Belmonte; на пиемонтски: San Colomban, Сан Коломбан) е село и община в Метрополен град Торино, регион Пиемонт, Северна Италия. Разположено е на 550 m надморска височина. Към 1 януари 2020 г. населението на общината е 348 души, от които 15 са чужди граждани.